# ارمنی‌های مالت

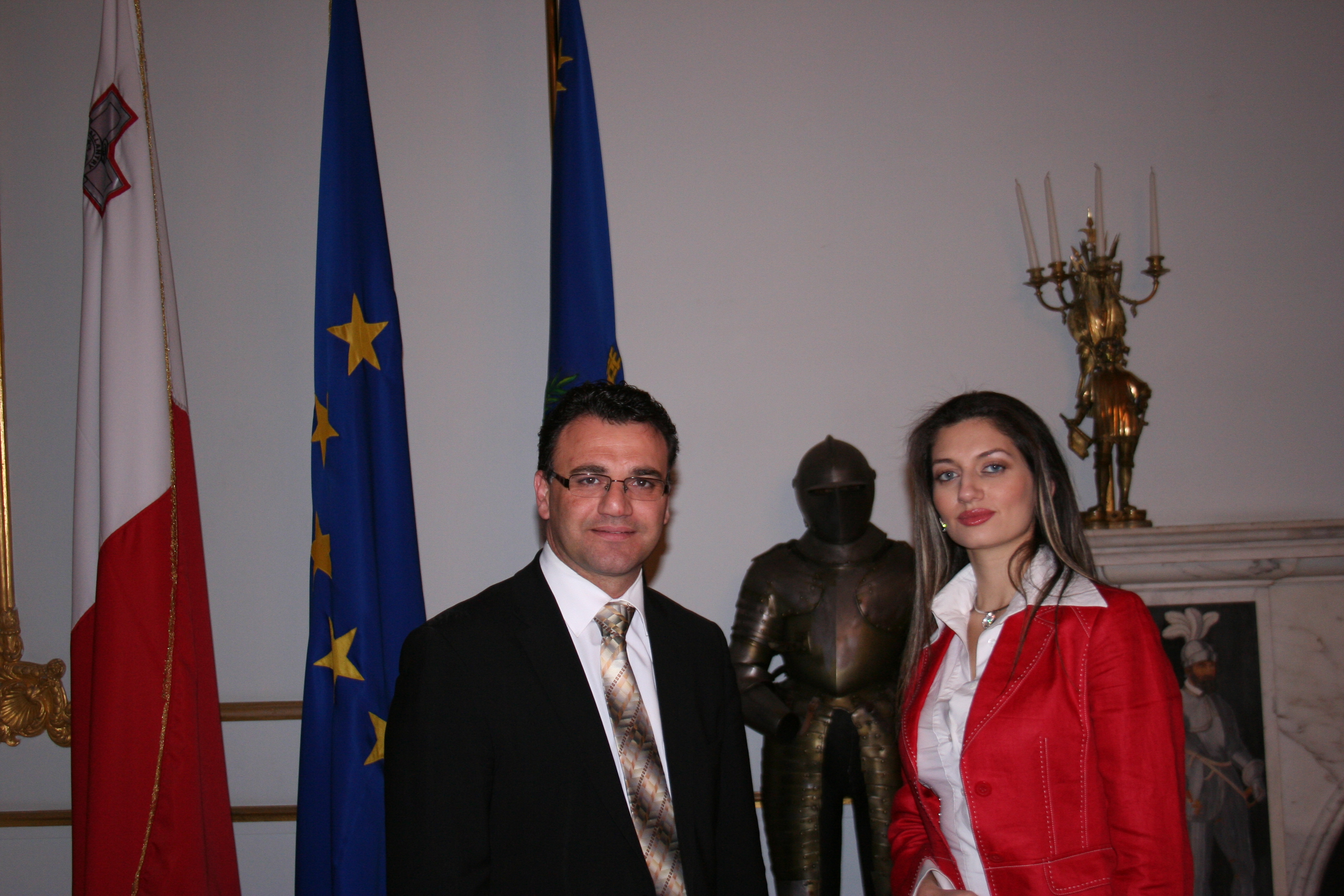
رئیس جامعه ارمنی‌های مالت ورا بویاجیان و نماینده پارلمان مالت دیوید آگیوس

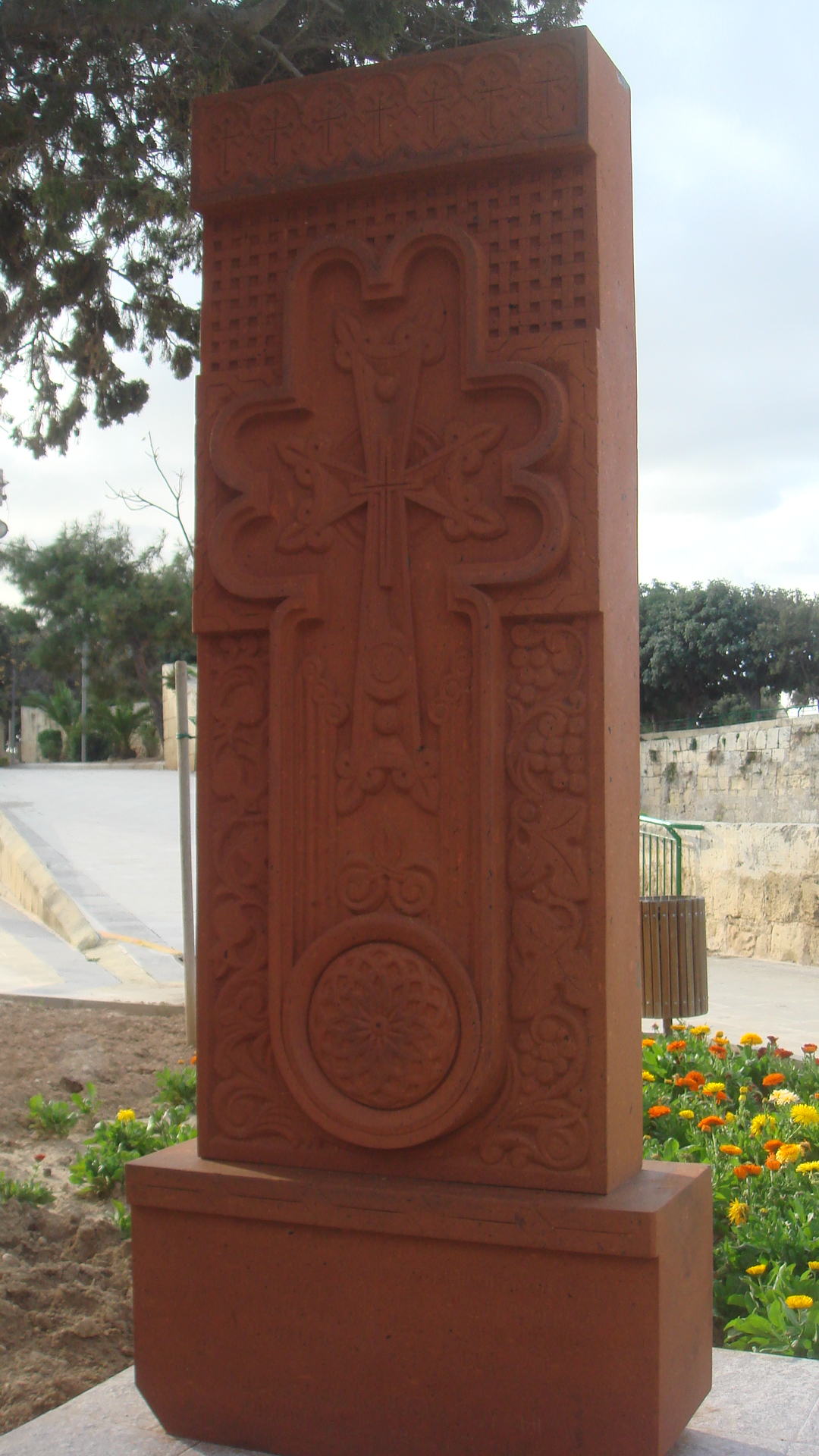
خاچکار در والتا، مالت، در ۲۲ دسامبر ۲۰۰۹ از آشوت و ورا بویاجیان و جامعه ارمنی مالت نصب شد.

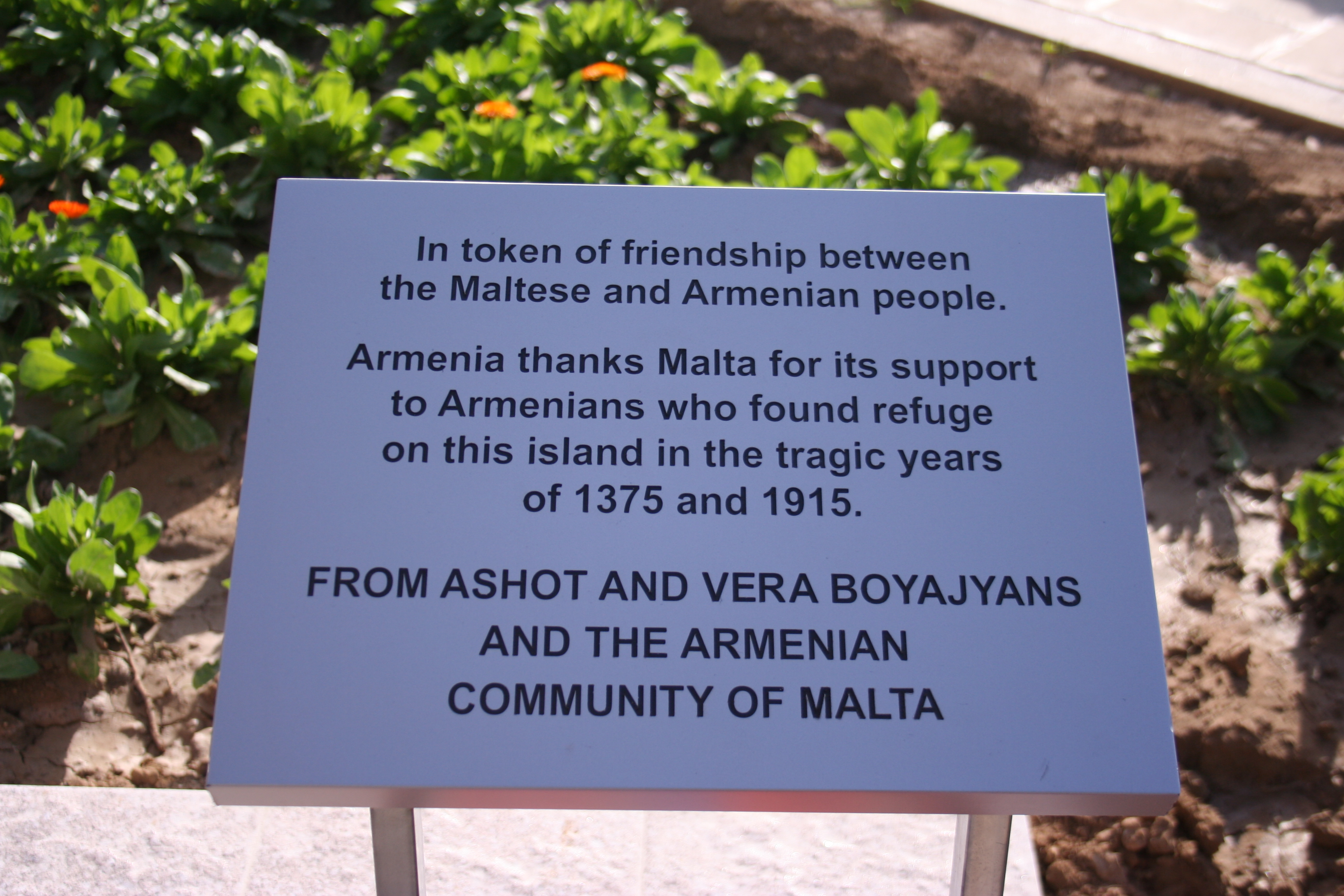

ارمنی‌های مالت (انگلیسی: Armenians in Malta) جامعه ای از ارمنی‌های دیاسپورا هستند که در جزایر مالت زندگی می‌کنند. هزاران مالتی ارمنی‌تبار وجود دارد، اما تنها حدود ۴۰۰–۵۰۰ نفر ارمنی هستند. بقیه با مردم محلی جذب شده‌اند و خود را مالتی می‌دانند. نام‌های خانوادگی و اسنادی که در آرشیو خانوادگی آنها ذخیره شده‌اند، نشان‌دهنده اصلیت ارمنی آنهاست. منافع ارمنی‌های دیاسپورا در مالت توسط جامعه ارمنی مالت نمایندگی می‌شود.
میکائیل باسماجیان (بازیگر) و اندی امینیان (فوتبالیست بازنشسته) از مالتی‌های قابل توجه ارمنی‌تبار می‌توان نام برد.

## تاریخچه
رابطه پادشاهی ارمنستان با شوالیه‌ها (بعداً فرمان نظامی مستقل مالت) ریشه‌های بسیار قدیمی دارد و از سال ۱۰۹۷ آغاز شد. شوالیه‌ها از سال ۱۱۴۹ صاحب زمین شدند. در سال ۱۱۶۳ به فرمان لئو دوم، پادشاه ارمنستان، یک قلعه در اطراف مامستیا و دو قلعه در سلوکیا اعطا شد. این فرمان تا سال ۱۳۷۵ در کیلیکیه حضور داشت. بسیاری از شوالیه‌های ارمنی و شهروندان عادی پس از فروپاشی پادشاهی ارمنی در سال ۱۳۷۵ در مالت ساکن شدند.
دومین اسکان مجدد دسته جمعی ارمنی‌های در مالت پس از نسل‌کشی ارمنی‌های در سال ۱۹۱۵ در امپراتوری عثمانی و سومین اسکان مجدد در اواخر دهه ۱۹۹۰ پس از فروپاشی اتحاد جماهیر شوروی انجام شد. بخش عمده ای از مهاجران بعداً به کشورهای قاره اروپا نقل مکان کردند.
یکی از نمونه‌های تاریخی حضور ارمنی‌های در مالتا، کلیسای بانوی لیسه است که با کمک مالی که توسط بالی ارمنستان، فرا جاکومو چن دی بلی، یکی از نوادگان خانواده لوزینیان، فراهم شده است، ساخته شده است. [۱]

## جامعه ارمنی‌های مالت
جامعه ارمنی‌های مالتا یک سازمان عمومی مبتنی بر خودمدیریتی است که مطابق با قانون اساسی جمهوری مالتا و قوانین فعلی جمهوری عمل می‌کند. اعضای جامعه ارمنی هستند و اعضای خانواده آنها (ساکنان مالت) به صورت داوطلبانه متحد شده‌اند. انجمن در قلمرو مالت و اتحادیه اروپا فعالیت می‌کند. یک نهاد قانونی است و لوگوی خود را دارد. [۱]
جامعه [۱] در تاریخ ۱۰ ژوئیه ۲۰۰۹ در فهرست سازمانهای داوطلبانه مورد تأیید دولت ثبت شد. اولین کنگره ارمنی‌های در ۳۱ ژوئیه ۲۰۰۹ در هتل‌های هیلتون برگزار شد. مدیریت سازمان در طول کنگره مطرح شد. رئیس انجمن ورا بویاجیان شد.

### اهداف و مقاصد
هدف انجمن اتحاد تلاش‌های ارمنی‌ها با هدف حفظ و توسعه فرهنگ و زبان ارمنی است. حمایت از حقوق و منافع اعضای آن؛ تقویت دوستی بین مردم ارمنی و مالتی. برای رسیدن به اهداف خود، انجمن در انتشار و توزیع ادبیاتی که دستاوردهای مراکز فرهنگی ارمنستان را ترویج می‌کند مشارکت می‌کند، سمینارها، کنفرانس‌ها، نمایشگاه‌ها را سازماندهی می‌کند، خود در چنین فعالیت‌هایی شرکت می‌کند. به اعضای انجمن در تمام زمینه‌های فعالیت خود در چارچوب قوانین فعلی مالتی کمک می‌کند. [۱] [۲]

### ساختار
رکن مافوق جامعه، مجمع اعضا است که حداقل سالی یک بار احضار می‌شود. مجمع هیئت انجمن را تأیید می‌کند، ترکیب عددی آن را تعیین می‌کند و رئیس را انتخاب می‌کند. هیئت انجمن توسط اعضای منتخب جامعه تشکیل می‌شود. هیئت انجمن فعالیت‌های اعضای انجمن را هماهنگ می‌کند. از میان اعضای خود یک نایب رئیس انتخاب می‌کند. تنظیم و برگزاری مجمع و نیز تعیین راه‌های تحقق تصمیمات اتخاذ شده در مجمع.
رئیس انجمن فعالیت جاری انجمن را کنترل می‌کند، جامعه را در ارتباط با سازمان‌های مختلف نمایندگی می‌کند، موافقت نامه‌ها، نامه‌ها و درخواست‌ها را از طرف انجمن امضا می‌کند، قدرت امضای کلیه اسناد مالی، حقوقی، خدماتی و غیره را دارد. اجرای تصمیمات هیئت انجمن را کنترل می‌کند. حق دارد مجلس و هیئت انجمن را خارج از نوبت احضار کند. دارای حق رأی دادن در اختلافات حین رأی دادن در جلسات هیئت جامعه است.
کمیسیون بازرسی جامعه کنترل فعالیت‌های مالی و اقتصادی جامعه را اعمال می‌کند. اعضای هیئت مدیره حق ورود به کمیسیون بازرسی را ندارند. [۱]

### دستاوردها
اندکی پس از اولین کنگره ارمنی‌های در مالتا جامعه ارمنی‌های مالت اکثر مأموریت‌های تدوین شده در کنگره را انجام داد.
در ۲۲ دسامبر رونمایی از خاچقر در باغ هاستینگز در نزدیکی ورودی شهر والتا برگزار شد. خاچقر مخصوصاً برای این منظور در ارمنستان ساخته شد و به مالت تحویل داده شد. اعضای پارلمان مالت، شهردار والتا و دیگر مهمانان بلندپایه در این مراسم حضور داشتند. هیئت یادبود کهچقر می‌گوید:
یکی دیگر از دستاوردهای جامعه، تشکیل گروه دوستی ارمنستان-مالتا در مجلس ملی ارمنستان [۱] و همچنین تشکیل گروه دوستی مشابه مالتا-ارمنستان در پارلمان جمهوری مالتا است. مدیریت انجمن تصمیم به ساخت کلیسای ارمنی‌های در مالت و همچنین نصب بنای یادبود اولین کاتولیکوی همه ارمنی‌های گریگوری روشنگر گرفت.
جامعه ارمنی‌های مالتا تنها سازمانی است که منافع ارمنی‌های در مالت را نمایندگی می‌کند و از اعضای خود حمایت قانونی می‌کند. در ۲۴ ژوئن، وب سایت رسمی انجمن به سه زبان انگلیسی، ارمنی و روسی راه اندازی شد.